# Burttia sylvatica
Burttia sylvatica är en insektsart som beskrevs av Vitaly Michailovitsh Dirsh 1951. Burttia sylvatica ingår i släktet Burttia och familjen gräshoppor. Inga underarter finns listade i Catalogue of Life.